# Ferdinand Brunot
Ferdinand Brunot (Saint-Dié-des-Vosges, 6 de novembre de 1860 - París, 30 de gener de 1938) fou un lingüista i filòleg francès. És conegut com a autor de la gran Histoire de la langue française des origines à 1900 (13 volums) i com a primer catedràtic d'una càtedra d'història de la llengua francesa, que va crear ell mateix.

## Vida
Brunot va néixer en una família de fusters de Saint-Dié-des-Vosges, circumstància que li permeté de conèixer i valorar els dialectes locals, i adquirir unes habilitats pròpies de la vida rural i una proximitat amb els parlants dialectals que va conservar tota la vida. Va fer el batxillerat a la seva ciutat el 1876 i després se'n va anar estudiar dos anys a Dresden. De 1879 a 1882 va estudiar a l'École normale supérieure d'on va eixir amb una agregació de professor d'institut de gramàtica. Fou professor a l'institut de Bar-le-Duc i el 1883 fou nomenat professor a la Universitat de Lyon. El 1886, a Lyon publicà el seu primer llibre, Grammaire historique de la langue française, que ell mateix després considerà superat. El 1891 va doctorar amb les dues tesis La doctrine de Malherbe d'après son Commentaire sur Desportes (Paris 1891, 1969) i la llatina De Philiberti Bugnonii vita et eroticis versibus thesim Facultati Litterarum Parisiensis proponebat (Lyon 1891) i fou nomenat professor a la Sorbona (on seria catedràtic a partir de 1900) i el 1895 de l'École normale supérieure.

## Obra
El 1896, Louis Petit de Julleville li demana de col·laborar amb la redacció de capítols lingüístics en la Histoire de la littérature française des origines à 1900. Aquesta col·laboració fou l'embrió de la Histoire de la langue française des origines à 1900 de la qual va publicar el primer volum el 1905 Encara en vida va veure la publicació d'un total de nou volums. Els seguints són pòstums.

### Histoire de la langue française: estructura de l'obra
Els onze primers toms foren publicats entre 1905 i 1938 per l'editoral Armand Colin, de París: 
- Tom 1 : De l'époque latine à la Renaissance
- Tom 2 : Le seizième siècle
- Tom 3 : La formation de la langue classique (2 volumes)
- Tom 4 : La langue classique
- Tom 5 : Le français en France et hors de France au s. XVIIe
- Tom 6 : Le s. XVIIIe

(i) Le mouvement des idées et les vocabulaires techniques 
(ii) La langue post-classique (amb A. François)
- Tom 7 : La propagation du français en France jusqu'à la fin de l'Ancien Régime.
- Tom 8 : Le français hors de France .
- Tom 9 : La Révolution et l'Empire

(i) Le français, langue nationale
(ii) Les événements, les institutions et la langue.
- Tom 10 : La langue classique dans la tourmente.
- Tom 11 : Vie du français hors de France sous la Révolution, le Consulat et l'Empire

Els toms 10 i 11 es van publicar pòstumament entre 1939 i 1979. Els toms 12 i 13 foren redactats pel seu continuador Charles Bruneau
- Tom 12 publicat el 1952-53: Époque romantique (1815-1852), Époque réaliste (1856-1886)
- Tom 13 (deuxième partie) acabat per M. Piron.

Bruneau va reprendre també el Précis de grammaire historique de la langue française.

### Recerca en altres camps
Brunot fou també el creador del que s'anomenà en aquell moment els Archives de la parole, arxiu de gravacions de veu, tant d'escriptors o intel·lectuals de l'època com de parlants dialectals. L'equip de l'arxiu fou també famós per les seves enquestes en el camp del folklore. Aquest arxiu fou la base de l'Institut de phonétique de l'Université de Paris. Publicà també textos molt crítics amb la gramàtica de l'Académie française de 1932. De 1924 a 1928 fou el primer president de la Société de Linguistique Romane.

### Reconeixements
El 1921 fou nomenat membre l'Académie royale de Belgique i posteriorment de l'acadèmia danesa. Fou doctor honoris causa de les universitats d'Amsterdam, de Brussel·les, de Cambridge, de Lieja i de Praga.
A França fou membre de l'Académie des Inscriptions et Belles-Lettres el 1925; més tard en seria president. El 1933 va rebre la Grand-Croix de la légion d'honneur.

## Vida cívica

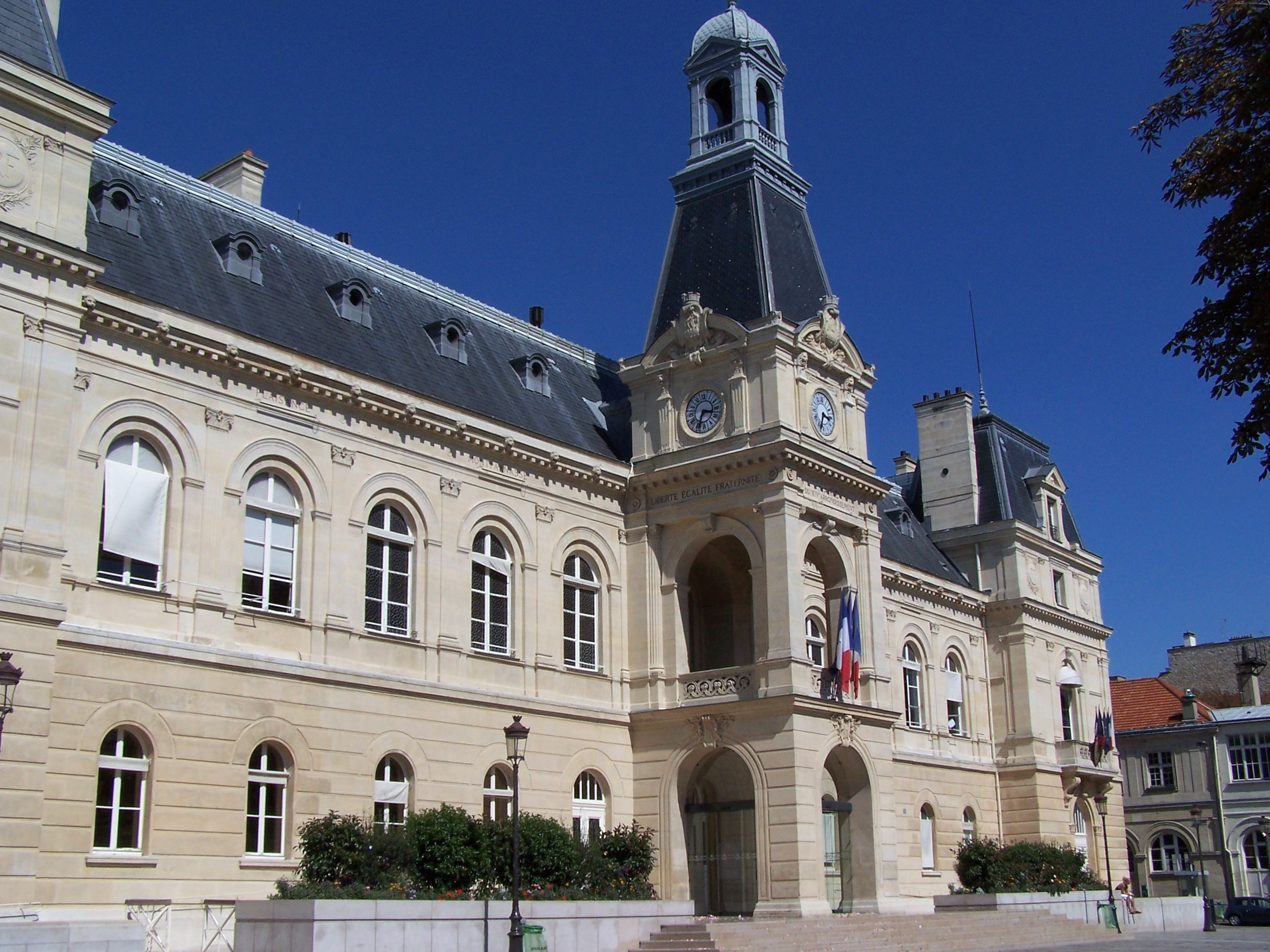
Plaça Ferdinand Brunot, seu de l'alcaldia del 14ème arrondissement de París

Brunot va exercir sempre un vessant polític i ciutadà en l'esquerra democràtica. Va defensar la rehabilitació d'Alfred Dreyfus. En els dramàtics anys de 1914 a 1919 fou alcalde del 14ème arrondissement de París. Durant la guerra s'ocupà de l'avituallament de la població civil més dèbil, dones i nens, amb iniciatives decidides com la d'instal·lar un estable de vaques municipalitzades a la planta baixa de la seva casa per controlar la correcta distribució de llet entre les mares de nadons. Fins i tot es diu que construí ell mateix les eines i elements de fusta de l'estable.
Deixà l'alcaldia quan va ser nomenat degà de la Universitat (rector), càrrec que ocupà de 1919 a 1928, on contribuí a l'expansió i organització de la universitat que estava concebuda per allotjar uns cinc-cents estudiants però que el 1920 ja en tenia cinc mil.
Actualment la plaça on hi ha l'alcaldia del 14ème arrondissement de París du el seu nom.

## Altres publicacions
- La Doctrine de Malherbe d'après son Commentaire sur Desportes, Paris: A. Colin, 1969 [Reprint de la tesi doctoral]
- Grammaire historique de la langue française avec une introduction sur les origines et le développement de cette langue, Paris 1894
- L'enseignement de la langue française. Ce qu'il est, ce qu'il devrait être dans l'enseignement primaire, Paris 1909
- La Pensée et la lanque : méthode, principes et plan d'une théorie nouvelle du language appliquée au français, Paris: Masson, 1922 (1936, 3a edició)
- Observations sur la Grammaire de l'Académie française, Paris: Droz, 1932
- Précis de grammaire historique de la langue française (amb Charles Bruneau), Paris 1933, 1949 (3a edició), 1956 (4a edició), 1969

### Miscel·lània en homenatge
- Mélanges de philologie offerts a Ferdinand Brunot, Ginebra, Slatkine Reprints, 1972